# Азербайджан (теплохід)
Азербайджан (рос. Азербайджан) — український річковий круїзний трипалубний теплохід. Теплохід був побудований у 1953 році в місті Комарно (Чехословаччина, зараз — Словаччина), та належав до теплоходів проєкту 785 «Росія». З самого початку носив назву «Азербайджан». Порт приписки — Севастополь.

## Історія
До 1961 року теплохід належав Волзькому об'єднаному річковому пароплавству (порт приписки — Горький).
З 1953 року «Азербайджан» працював на рейсах Москва-Ростов-на-Дону.
З 1957 до 1958 року використовувався як навчальне судно Горьковського річкового училища. З 1959 року виконував рейси Горький-Астрахань.
У 1961 році теплохід «Азербайджан» був переданий в Камське річкове пароплавство з припискою в м. Перм, де виконував рейси Перм-Астрахань.
У 1986 році теплохід взяв участь в ліквідації аварії на Чорнобильській атомній електростанції. Теплохід використовувався як готель для ліквідаторів аварії, а також для постачання електроенергією берегових служб.
У 1988 році теплохід «Азербайджан» був списаний. За деякими даними після списання теплохід використовувався в Севастополі як водно-спортивна база, за деякими — був утилізований на Дніпрі.